# Wahl des Vorsitzenden der japanischen Konstitutionell-Demokratischen Partei
Die Wahl des Vorsitzenden der japanischen Konstitutionell-Demokratischen Partei (kurz KDP; 立憲民主党代表選挙 Rikken Minshutō Daihyō Senkyo) findet regulär alle drei Jahre statt.

## Verfahren
Regulär findet die Wahl des Parteivorsitzenden alle drei Jahre auf einem Sonderparteitag im September statt. Bei vorzeitigen Wahlen, zum Beispiel nach Rücktritten, kann eine Versammlung der demokratischen Abgeordneten beider Kammern des Parlaments entscheiden. Steht wie häufig bei Wiederwahlen nur ein Kandidat zur Wahl, so wird der Vorsitzende ohne Abstimmung per Akklamation bestimmt.
Das Wahlverfahren läuft – ähnlich wie bei der Wahl des LDP-Vorsitzenden – in zwei verschiedenen Verfahren ab, je nachdem ob es sich um eine turnusmäßige oder vorzeitige Wahl handelt. Nach dem Ablaufen einer regulären Amtszeit oder dann, wenn die politischen Verhältnisse es nach einem Rücktritt zeitlich zulassen, wird die Wahl als Tōin-sanka-gata (党員参加型, etwa „Typ mit Teilnahme der Parteimitglieder“) bezeichnet und die Amtszeit läuft für volle drei Jahre. Sollte ein Parteivorsitzender jedoch kurzfristig zurücktreten und die politischen Verhältnisse den zeitlichen Aufwand zur Organisation einer regulären Wahl nicht ermöglichen, wird der neue Vorsitzende auf einem Sonderparteitag von den Parlaments- und regionalen abgeordneten gewählt, was als Tōin-hi-sanka-gata (党員非参加型, etwa „Typ ohne Teilnahme der Parteimitglieder“) bezeichnet wird. Sollte auch für einen Sonderparteitag nicht ausreichend Zeit zur Verfügung stehen, kann (wie es bei der DPJ bereits der Fall war) eine Versammlung aller Parlamentsabgeordneten den Vorsitzenden wählen.
Im derzeitigen (Stand: 2024) regulären Verfahren stimmen im ersten Wahlgang die Nationalabgeordneten beider Kammern (2 Punkte pro Abgeordnetem), festgelegte Kandidaten für das Nationalparlament (je 1 Punkt), Präfektur- und Gemeindeparlamentsabgeordnete (landesweite D’Hondt-Verhältniswahl) sowie Parteimitglieder und für einen einmaligen Beitrag registrierte Unterstützer (ebenfalls landesweite D’Hondt-Verhältniswahl) ab; dabei werden die Nationalabgeordneten mit 50 % der Gesamtpunkte, Regionalabgeordnete und Parteimitglieder mit jeweils 25 % der Punkte gewichtet. In einer Stichwahl stimmen gegebenenfalls nur noch die Nationalabgeordneten (2 Pkt.) und -kandidaten (1 Pkt.) ab und jeder Präfekturverband vergibt 1 Punkt.

## Ergebnisse
| September 2020: Gründung der „neuen“ Konstitutionell-Demokratischen Partei | September 2020: Gründung der „neuen“ Konstitutionell-Demokratischen Partei | September 2020: Gründung der „neuen“ Konstitutionell-Demokratischen Partei | September 2020: Gründung der „neuen“ Konstitutionell-Demokratischen Partei | September 2020: Gründung der „neuen“ Konstitutionell-Demokratischen Partei | September 2020: Gründung der „neuen“ Konstitutionell-Demokratischen Partei                                                                               |
| Datum                                                                      | Wahlsieger                                                                 | Bild                                                                       | Stimmen                                                                    | Weitere Kandidaten mit Stimmen                                             | Wahlberechtigte |
| -------------------------------------------------------------------------- | -------------------------------------------------------------------------- | -------------------------------------------------------------------------- | -------------------------------------------------------------------------- | -------------------------------------------------------------------------- | --- |
| 10. September 2020 gleichzeitig: Abstimmung über den Parteinamen           | Yukio Edano                                                                | Yukio Edano                                                                | 107                                                                        | Kenta Izumi 42                                                             | Abgeordnete |
| 30. November 2021                                                          | 1. Wahlgang: Kenta Izumi                                                   | Kenta Izumi                                                                | 189                                                                        | Seiji Ōsaka 148, Jun’ya Ogawa 133, Chinami Nishimura 102                   | 140 Nationalabgeordnete & 6 -kandidaten, 1270 Präf.- & Gemeindeabgeordnete, ca. 100.000 Mitglieder & registrierte Anhänger                               |
| 30. November 2021                                                          | Stichwahl: Kenta Izumi                                                     | Kenta Izumi                                                                | 203                                                                        | Seiji Ōsaka 128                                                            | Nationalabgeordnete & -kandidaten, 1 Delegierter pro Präfekturverband                                                                                    |
| 23. September 2024                                                         | 1. Wahlgang: Yoshihiko Noda                                                | Yoshihiko Noda                                                             | 267                                                                        | Yukio Edano 206, Kenta Izumi 143, Harumi Yoshida 122                       | 136 Nationalabgeordnete & 98 -kandidaten (370 Pkt.), 1236 Präf.- & Gemeindeabgeordnete (185 Pkt.), 114.792 Mitglieder & registrierte Anhänger (185 Pkt.) |
| 23. September 2024                                                         | Stichwahl: Yoshihiko Noda                                                  | Yoshihiko Noda                                                             | 232                                                                        | Yukio Edano 180                                                            | Nationalabgeordnete & -kandidaten, 1 Delegierter pro Präfekturverband                                                                                    |